# Rounou
Rounou est un village situé dans le département de Sabcé de la province du Bam dans la région Centre-Nord au Burkina Faso.